# Karuna
Karuna (Sanskrit: करुण karuṇa als Adjektiv kläglich, traurig, mitleidig und Pali: karuṇā; Mitgefühl, Mitempfinden, nicht Mitleid) ist ein zentraler Begriff der buddhistischen Geistesschulung und Ethik.
Er beschreibt die Tugend des Erbarmens, der Liebe und des (tätigen) Mitgefühls. Diese Geisteshaltung ist neben Metta (Liebende Güte), Mudita (Mitfreude) und Upekkhā (Gleichmut) eine der vier Grundtugenden (Brahmaviharas), die ein Bodhisattva auf seinem Weg, anderen zur Erleuchtung zu verhelfen, entwickeln sollte. Karuna ist eine Haltung des Mitgefühls, in der sich alle dualistischen Vorstellungen und die damit verbundenen Widerstände und Abneigungen auflösen: Allen Wesen und allen Erscheinungen dieser Welt wird mit derselben alles umfassenden Liebe und Hilfsbereitschaft begegnet. Die Tugend dieser Geisteshaltung wird im Mahayana-Buddhismus durch den Bodhisattva Avalokiteshvara verkörpert.
Von dem Wort „Mitleid“  unterscheidet es sich dadurch, dass „Mitgefühl“  zusätzlich zum Wahrnehmen des Leids auch den Wunsch und die Tat beinhaltet, das Leid zu lindern.
Karuna ist in Indien und Sri Lanka ein gebräuchlicher Vorname für Frauen, seltener auch für Männer (z. B. Karuna Amman, auch Colonel Karuna genannt).
Der Begriff Karuna wird zunehmend im Zusammenhang mit Institutionsnamen und Heiltechniken gebraucht, die jedoch meistens nicht im buddhistischen Kontext stehen.

## In Kunst und Literatur
In Aldous Huxleys Roman Eiland haben die Inselbewohner der fiktiven Insel Pala den dortigen Vögeln beigebracht, das Wort Karuna zu rufen, um die Menschen an Mitgefühl und Achtsamkeit zu erinnern.